# Zagórze (województwo podlaskie)
Zagórze – wieś w Polsce położona w województwie podlaskim, w powiecie sokólskim, w gminie Korycin.
Wieś królewska ekonomii grodzieńskiej położona była w końcu XVIII wieku  w powiecie grodzieńskim województwa trockiego. W latach 1975–1998 miejscowość należała administracyjnie do województwa białostockiego.
Przez miejscowość przebiega droga krajowa nr 8.
Miejscowość zamieszkana przez ok. 100 osób. 
Wierni kościoła rzymskokatolickiego należą do parafii Znalezienia i Podwyższenia Krzyża Świętego w Korycinie.

## Zabytki
- drewniany wiatrak paltrak, 1945, nr rej.:397 z 10.05.1977[9].